# Mephisto (wrestler)
Mephisto (ur. 10 grudnia 1968) – meksykański luchador walczący w federacji Consejo Mundial de Lucha Libre. Jego prawdziwe imię nie jest podane do publicznej wiadomości, zgodnie z tradycją lucha libre, gdyż Mephisto nie stracił jeszcze maski.
W latach 2001–2009 był członkiem Los Infernales, w latach 2009-2014 Los Hijos del Averno. W styczniu 2015 roku Mephisto dołączył do Bullet Clubu w sekcji Bullet Club
Latinoamerica.
Jego finishery to: Demon Driller (Double underhook facebuster) i Devil's Wings (Lifting double underhook facebuster).
Jest synem Alberto Leonel Hernández López lepiej znanego pod pseudonimem ringowym Astro Rey.
Swoją maskę na szali kładł trzykrotnie: 19 listopada 1995 roku w walce przeciwko El Métalico, 25 czerwca 1996 roku przeciwko Gekko oraz 30 października 2000 roku w starciu z Karloffem Lagarde Jr..

## Mistrzostwa i osiągnięcia
- Consejo Mundial de Lucha Libre
  - CMLL World Tag Team Championship (3 razy) – z Averno[5][6][7]
  - CMLL World Trios Championship (1 raz) – z Averno i Ephesto[8]
  - CMLL World Welterweight Championship (2 razy)[9]
  - Mexican National Light Heavyweight Championship (1 raz)[10]
  - Mexican National Trios Championship (2 razy) – z El Satánico i Averno (1 raz) oraz z Ephesto i Luciferno (1 raz)[11]
  - Mexican National Welterweight Championship (1 raz)
  - NWA World Welterweight Championship (1 raz)
  - NWA World Historic Welterweight Championship (1 raz)
- Pro Wrestling Illustrated
  - 54 miejsce w PWI 500 w 2006 roku[12]